# El cop de les nou reines
El cop de les nou reines (títol original: Criminal) és una pel·lícula estatunidenca dirigida per Gregory Jacobs, estrenada l'any 2004. És un remake del film argentí Nueve reinas (2000). Ha estat doblada al català

## Argument
Dos estafadors, Richard Gaddis i Rodrigo, es troben casualment i el primer proposa una cooperació provisional al segon. Més tard, un antic soci de Richard ha de cedir als dos homes una estafa que pot suposar diversos milions: la venda d'un fals Silver Certificate molt ben imitat a un ric col·leccionista que ha d'abandonar el país l'endemà.

## Repartiment

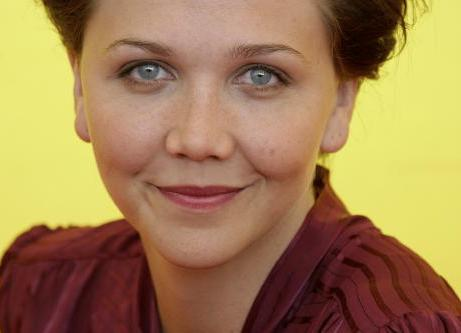
L'actriu principal Maggie Gyllenhaal, l'any de l'estrena del film.

- John C. Reilly: Richard Gaddis
- Diego Luna: Rodrigo
- Maggie Gyllenhaal: Valerie
- Peter Mullan: William Hannigan
- Zitto Kazann: Ochoa
- Jonathan Tucker: Michael
- Laura Cerón: la criada
- Ellen Geer: Àvia
- Maeve Quinlan: Heather
- Brent Sexton: Ron
- Malik Yoba: Frank Hill
- Lillian Hurst: Senyora Ochoa
- Jack Conley: Henry
- Michael Shannon: Gene
- Patricia Belcher: La banquera

## Acollida
Projectat a només 90 sales als Estats Units, el film ha informat 929.000 dòlars al box-office estatunidenc.
Obté un 69 % de crítiques positives, amb una nota mitjana de 6,4/10 amb 121 crítiques recollides, en el lloc Rotten Tomatoes. A Metacritic, obté un resultat de 61/100 sobre la base de 35 crítiques recollides.